# Особняк Кельха
Особня́к Ке́льха — историческое здание в Санкт-Петербурге. Расположено по адресу улица Чайковского, дом 28. Особняк был построен в 1896—1903 годах по заказу Александра Фердинандовича Кельха на средства его супруги Варвары Петровны.
В XXI веке здание принадлежит Министерству юстиции России, в нём также располагается «Французский университетский колледж» СПбГУ.

## История

### Строительство
В середине XIX века земельное владение № 28 по улице Сергиевской (современной Чайковского) занимал двухэтажный особняк в стиле «второго барокко», построенный в 1858—1860 гг. по проекту архитектора А. К. Кольмана для греческого консула И. Е. Кондоянаки.
В 1896 году участок вместе с домом за 300 тысяч рублей выкупил коллежский советник Александр Фердинандович Кельх, кавалер многочисленных орденов и помощник директора Учительской семинарии Военного Ведомства. Средства на покупку были взяты из приданого его супруги Варвары Петровны Кельх, урождённой Базановой, внучки крупного сибирского золотопромышленника И. И. Базанова и наследницы его колоссального состояния. В 1899 году владение переписали на её имя. Для перестройки особняка Александр Кельх пригласил архитекторов Василия Шене и Владимира Чагина. По их проекту главное здание надстроили третьим этажом, переоформили фасады и интерьеры. В 1903 году к работам присоединился архитектор Карл Шмидт: под его руководством во дворе был построен готический павильон и окончательно сложился ансамбль отделки внутренних помещений.
В 1904 году Варвара Петровна эмигрировала в Париж, оставив особняк супругу и детям. С 1905-го на приисках Кельха снизилась добыча, и постепенно состояние семьи начало истощаться. Оформив развод в 1910 году, в 1914-м Александр Кельх продал особняк потомственному почетному гражданину Ивану Михайловичу Александрову, члену совета Торгового общества взаимного кредита.

### Советские и постсоветские годы
После революции особняк был национализирован. 17 марта 1919 года в нём открылась Школа экранного искусства, одним из выпускников которой стал кинорежиссёр Сергей Васильев. Затем здесь размещался райком КПСС Дзержинского района,
После 1991 г. здесь было отделение ЮНЕСКО. 1 июня 1998 года особняк был передан СПбГУ. 1 декабря 1999 года в особняке был открыт Дом юриста, организованный совместно Юридическим факультетом университета и Ассоциацией юристов Санкт-Петербурга и Ленинградской области.

### Современность
В 2010 году особняк Кельха закрыли на реставрацию, годом позже здание передали Министерству юстиции. В 2016 году началось восстановление дворовых фасадов, были проведены работы по усилению фундамента.

## Описание

### Фасады
При перестройке особняка в конце XIX века заказчица Варвара Кельх поставила архитекторам следующую задачу: «Чтобы дом напоминал средневековые замки, но не был исключительно „готичным“ или, скажем, „возрожденческим“. Сделайте нечто… разнообразное, чтобы при одном только взгляде на здание дух захватывало». Зодчим в полной мере удалось выполнить её требования: после перестройки фасады получили фантазийное эклектичное оформление, а каждое из внутренних помещений выдержано в уникальном стиле — от готики до барокко.
Фасад здания по красной линии улицы выдержан в стиле французского ренессанса, основной материал облицовки — песчаник красного и светло-серого цветов. Дворовый фасад оформлен иначе — в готическом стиле, центральным стилевым элементом сада стал ажурный павильон работы архитектора Карла Шмидта. Проездные ворота выложены светло-серым и желтоватым известняком. Общая композиция фасада по красной линии была симметричной — над воротами и входом находились эркеры под треугольными фронтонами, однако правый эркер был разрушен бомбой во время Великой Отечественной войны и не был восстановлен в дальнейшем.

### Интерьеры
Наибольшую ценность имеют интерьеры особняка: каждое помещение выдержано в уникальном стиле, от готики до барокко, однако зодчим удалось объединить их в гармоничный ансамбль. В отделке использовали только дорогие натуральные материалы: от мрамора разных оттенков до дуба и позолоты. Все залы обильно декорированы лепниной, резными и скульптурными композициями, многие предметы интерьера были заказаны в мастерской Фаберже. Особняк Кельха по роскоши опережал многие дворцы аристократов, каждое помещение словно стремилось поразить входящего богатством и изяществом отделки. Уже в вестибюле расположены четыре живописные полотна и парадная беломраморная лестница, которая эффектно контрастирует с коричневыми и розовыми деревянными стенными панелями. Лестницу украшают резные мраморные перила и пьедесталы с вазами и скульптурами.
Одним из наиболее значительных залов стала Готическая столовая, находящаяся на втором этаже дворового флигеля. Вся мебель, резные панели стен и двери в ней выполнены из ореха, сложный наборный паркет содержит стилизованные фигуры львов и орлов. Потолок зала разбит на пять арок, каждая из которых поддержана консолями с фантазийной лепниной. Восемь витражных окон по периметру зала были выполнены в рижской мастерской Эрнеста Тоде. Для обогрева объёмного помещения был установлен массивный трёхъярусный камин, который топили целыми поленьями. Обеденная группа была рассчитана на 32 персоны, заказанный для неё столовый сервиз стал самым дорогим творением фирмы Фаберже из серебра.
Белый зал расположен в середине основного корпуса получил своё название по светлой мраморной облицовке, он оформлен в стиле «второго рококо» со множеством лепных элементов, массивными зеркалами, светильниками из золочёной бронзы. Скульптурный десюдепорт над входом изображает античный сюжет — богиню Амфитриту в окружении морских существ. Выразительный камин Белого зала оформлен скульптурной композицией работы Марии Диллон. Топку в форме раковины окружают волюты, над которыми находится скульптура «Пробуждение весны» — романтическая композиция с амурами, путти, цветами и голубками. Весь потолок Розовой гостиной занимает живописное панно «Истина, Слава, Миролюбие и Правосудие, изгоняющие зависть».

## Галерея (интерьеры)
- Потолок вестибюля
- Потолок Белого зала
- Николай Кельх
- Александр Кельх
- Камин в Готической столовой
- Готическая столовая
- Элемент украшения лестницы
- Лепнина над дверью Белого зала
- Белый зал
- Камин в Белом зале
- Решётка Верхнего вестибюля